# Willem Barents

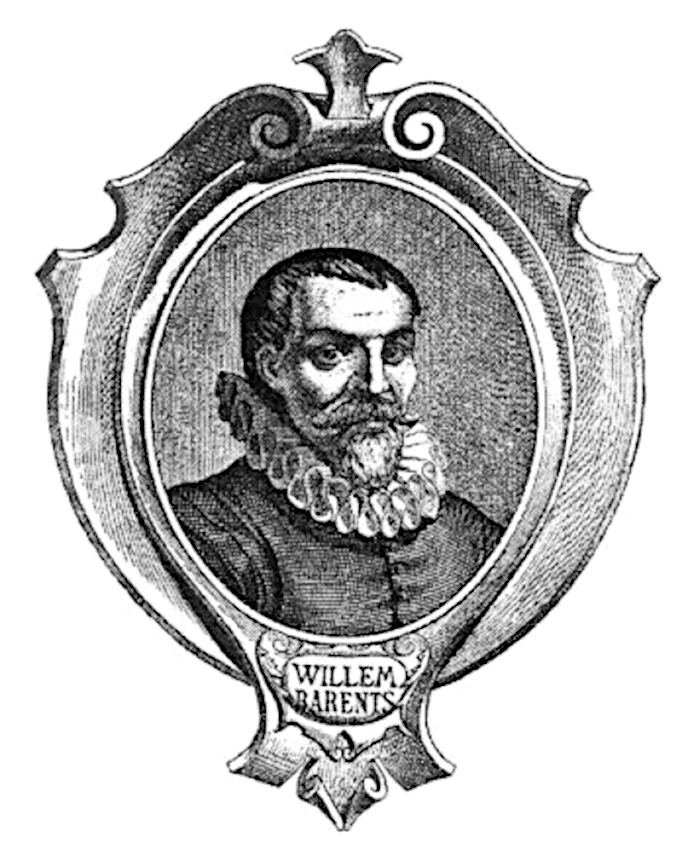
Willem Barents

Willem Barents (nederländsk namnform: Barentsz eller Barentszoon), född cirka 1550 på ön Terschelling i Nederländerna, död 20 juni 1597 i närheten av ön Novaja Zemlja i Ryssland, var en nederländsk upptäcktsresande i slutet av 1500-talet.
Barents deltog i tre av fyra expeditioner som i slutet av 1500-talet utgick från Holland i avsikt att finna Nordostpassagen till Stilla havet. Under den tredje av dessa upptäckte han Svalbard och Bjørnøya. Senare nådde han Novaja Zemljas nordöstra kust där hans skepp blev infrysta, och förblev infrysta även under sommaren. Efter att ha övervintrat på ön beslutade man i mindre öppna båtar längs öns kust nå ryska fastlandet. De kom fram vid mynningen av floden Petjora. Med stöd av ryska fiskare fortsatte gruppen till Kolahalvön. Där träffade de på Jan Corneliszoon Rijp som förde ett fartyg under resans första del.
Barents dog redan den 20 juni 1597 vid Novaja Zemlja. Dödsorsaken antas vara skörbjugg.
År 1871 återfanns stugan där Barents besättning övervintrat, med bevarade böcker, anteckningar och kartor.
Barents var förste europén som övervintrade i Arktis. Barents hav är namngivet efter honom.